# الكريف (إب)

تعديل مصدري - تعديل

الكريف هي إحدى قرى عزلة بلادشار بمديرية إب التابعة لمحافظة إب، بلغ تعداد سكانها 297 نسمة حسب تعداد اليمن لعام 2004.